# كالانياس
بلدية كالانياس (بالإسبانية: Calañas) هي بلدية تقع في مقاطعة ولبة التابعة لمنطقة أندلوسيا جنوب إسبانيا.

## الديموغرافيا
بلغ عدد سكان بلدية كالانياس 4.187 نسمة عام 2011 (وفقاً للمعهد الوطني الإسباني للإحصاء).
| 4.974 | 4.873 | 4.619 | 4.478 | 4.355 | 4.285 | 4.187 |